# Johann Nikolaus von Dreyse

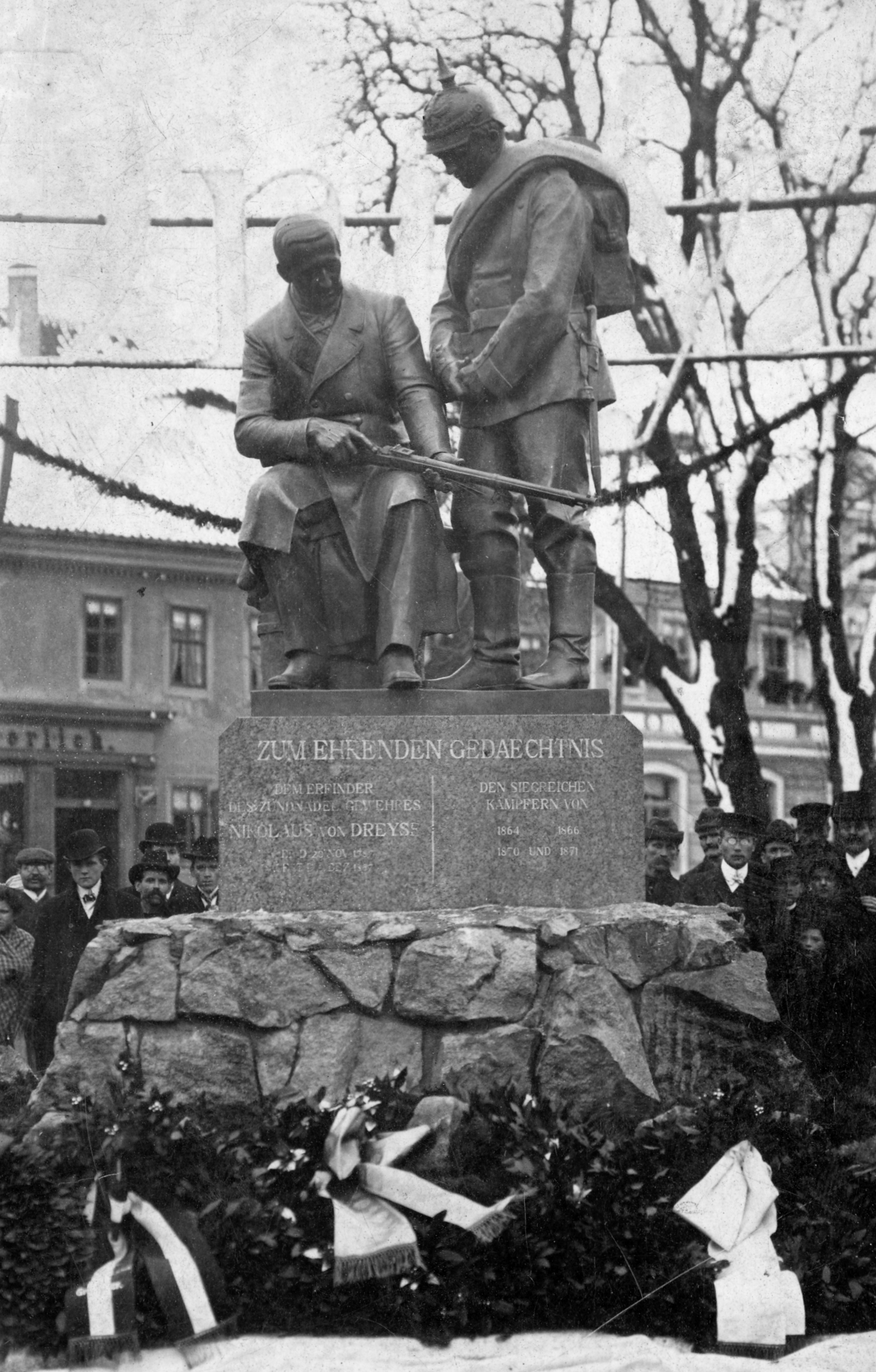
Inauguración del Monumento a Dreyse en Sömmerda, 1909.

Johann Nikolaus Dreyse (desde 1864, von Dreyse). Armero alemán (Sömmerda, Turingia, 1787 - íd., 1867), inventor del fusil de aguja.
Hijo de un cerrajero, aprendió el oficio de su padre y pronto demostró un gran interés por la mecánica y las armas de fuego.
En 1809 marchó a París para perfeccionarse, trabajando hasta 1814 en la fábrica del armero suizo Jean-Samuel Pauly, que estaba experimentando con fusiles de retrocarga. Después de la muerte de su padre, en 1815, regresó a Sömmerda y se hizo cargo de su taller. En 1824 fundó una empresa para la fabricación de cápsulas iniciadoras (pistones) y, adivinando el interés que despertaría en los ejércitos el poseer un cartucho que llevase en sí todos los elementos necesarios para el disparo, se esforzó en llevar a la práctica esta idea de su maestro Pauly. De sus trabajos en este sentido nació el llamado “fusil de aguja”, ideado primero como de avancarga y transformado en 1836 en arma de retrocarga. El fusil Dreyse está considerado como uno de los primeros fusiles de retrocarga y percusión central, aunque tenga poco que ver con modelos posteriores. Fue un gran avance, pues permitía una velocidad de tiro de 7 disparos por minuto frente a los 2 de los anteriores fusiles de avancarga.
Este fusil fue adoptado por el ejército de Prusia en 1841, y Dreyse, apoyado por el gobierno prusiano, fundó entonces la gran fábrica de fusiles y sus municiones de Sömmerda, que ya al año siguiente empezó a funcionar.
Después de que su fusil hubo demostrado plenamente su eficacia en la guerra contra Dinamarca (1864) –eficacia que refrendaría en el conflicto contra Austria (1866)-, el modesto artesano fue premiado con un título de nobleza, incorporando a su apellido el “von”. 
Aparte de su actividad como armero trabajó en otros sectores, diseñando un nuevo motor de vapor y una máquina para trabajar metales.
En 1909 se le erigió un monumento, debido al escultor Wilhelm Wandschneider.